# Amegilla grandiceps
Amegilla grandiceps là một loài Hymenoptera trong họ Apidae. Loài này được Friese mô tả khoa học năm 1905.